# Aidia pulcherrima
Aidia pulcherrima är en måreväxtart som först beskrevs av Elmer Drew Merrill, och fick sitt nu gällande namn av Colin Ernest Ridsdale. Aidia pulcherrima ingår i släktet Aidia och familjen måreväxter.
Artens utbredningsområde är Filippinerna. Inga underarter finns listade i Catalogue of Life.